# Les Reines Prochaines

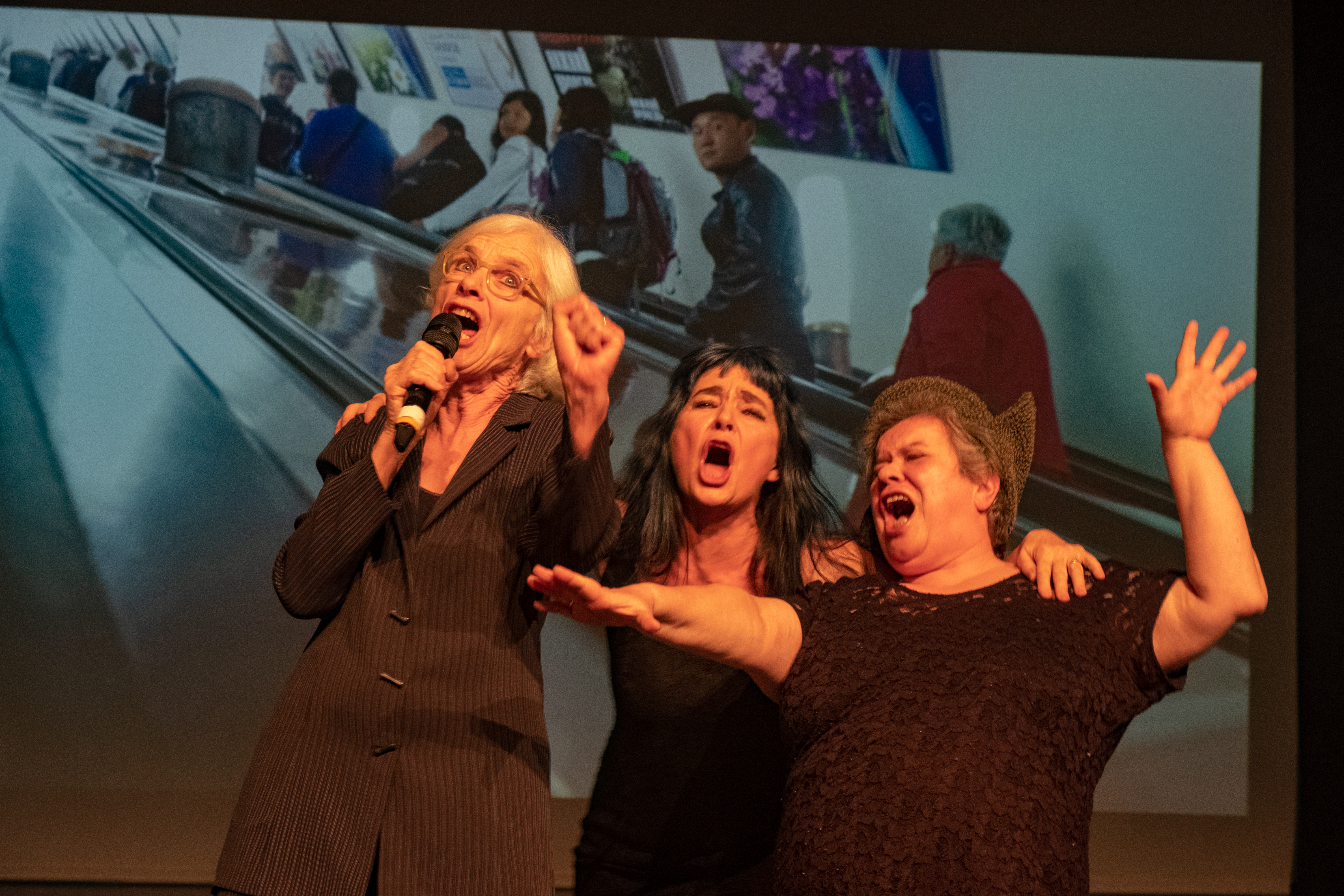
Sus Zwick, Michele Fuchs und Muda Mathis während der Show «Let's sing Arbeiterin*» von Les Reines Prochaines und Freundinnen*, 2019

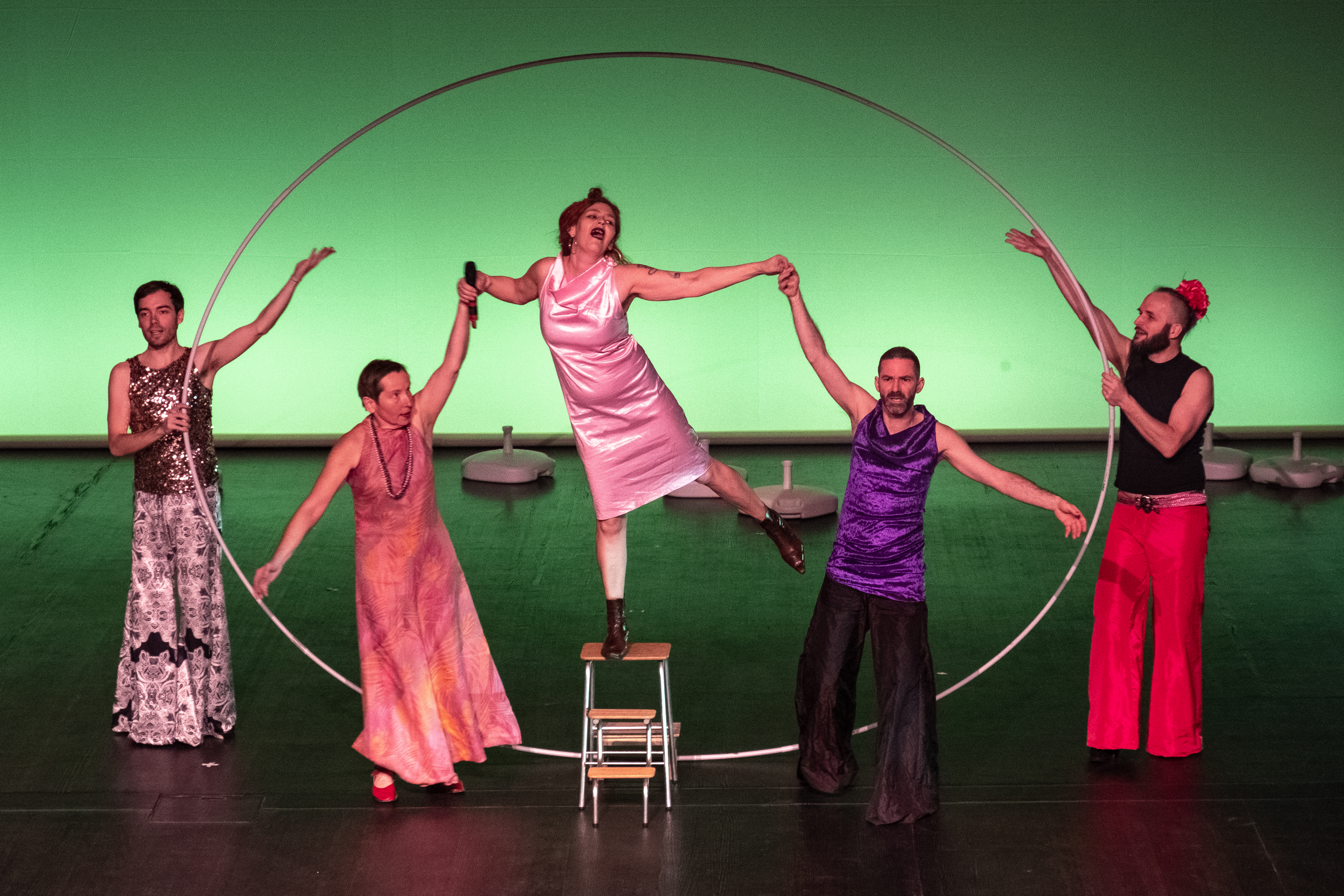
Fränzi Madörin (Mitte) mit Chris Hunter, Chris Regn, Marcel Schwald und Lukas Acton (vlnr) während der Show «Let's sing Arbeiterin*» von Les Reines Prochaines und Freundinnen*, 2019

Les Reines Prochaines (französisch: Die nächsten Königinnen) ist eine Schweizer Frauenband. Sie vertonen ihre Texte auf der Basis von Pop, Tango, Volksmusik und Klassik.

## Werdegang
Gegründet wurden Les Reines Prochaines im Jahr 1987 von Teresa Alonso, Regina Florida Schmid und Muda Mathis. Ein Jahr später kamen Fränzi Madörin und Pipilotti Rist dazu. Rist äußerte in einem Gespräch, sie habe zunächst nur mit Diaprojektionen, Super 8 und Malerei bei den Bühnenbildern mitgearbeitet. Dann wurde entschieden, dass sie auch auf der Bühne stehen solle. Aber sie habe erkannt, dass ihr das nicht liege. Später wurden die weiteren Bandmitglieder Gabi Streiff, Sus Zwick, Sibylle Hauert, Michèle Fuchs und Barbara Naegelin Teil der Band. Zur Zeit setzt sich die Band aus Muda Mathis, Sus Zwick und Fränzi Madörin zusammen.
2019 wurden sie mit dem Schweizer Musikpreis ausgezeichnet.
Mit verschiedenen Künstlerinnen entwickelt sie immer wieder Videoarbeiten, Performances und Bühnenprogramme wie zum Beispiel für die Grenzgemeinde Gottlieben Die Gottlieber Revue, die Bühnenproduktionen 2019 Let's sing Arbeiterin* und 2020 Alte Tiere hochgestapelt, als Produktion des Theaters Basel mit der erweiterten Formation Les Reines Prochaines and Friends* mit Lucas Acton, Sibylle Aeberli, Michèle Fuchs, Sibylle Hauert, Chris Hunter, David Kerman, Chris Regn, Marcel Schwald, Dorothea Schürch. 2022 erhielt  Les Reines Prochaines and Friends* den Basler Kulturpreis. 2024 waren die Spoken-Word-Künstlerin Daniela Dill & Les Reines Prochaines mit einer Produktion Teil von Woerdz dem internationalen Spoken Word Festival in Kriens.

## Stil
Außer dem Gesang war am Anfang ein Synthesizer das einzige Instrument, mit dem die Frauen ihr Programm bestritten. Heute spielen die Musikerinnen, die häufig auch bildende Künstlerinnen sind, auch Bass, Schlagzeug, Akkordeon, Gitarre, Klarinette, Trompete und Saxophon. Trotzdem sind ihre musikalischen Arrangements minimalistisch und dienen als Basis für ihre multimedialen Darbietungen. Ihre Songs sind poetisch, politisch und provozierend. Jede Musikerin inszeniert im Konzertprogramm ihren eigenen Part, die Instrumente werden getauscht, es wird rezitiert, gesungen und getanzt.

## Performance in grosser Besetzung
- 2007: The Great Songbook Of Inspired Clouds, Les Reines Prochaines u. a., Kaserne Basel
- 2009: Die schwitzende Löwin, Wildwuchsfestival Kaserne Basel, ein Art(en)tertainment Abend mit Les Reines Prochaines und Gästen
- 2014: Gottlieber Revue, mit Evi, Nic & C. Chris Regn, Evi Wiemer, Karin Kröll, Katharina Friese, Muda Mathis, Sus Zwick, Michèle Fuchs, Fränzi Madörin, Sibylle Hauert, David Kerman, Dorothea Schürch, Bärbel Schwarz, Bena Zemp, Martin Chramosta, Franziska Welti, Christoph Oertli, Andrea Saemann[13]
- 2019: Let’s sing Arbeiterin*, Lucas Acton, Sibylle Aeberli, Michèle Fuchs, Sibylle Hauert, Chris Hunter, David Kerman, Chris Regn, Fränzi Madörin, Muda Mathis, Marcel Schwald, Dorothea Schürch, Sus Zwick, Kaserne Basel, Theater Gessnerallee Zürich, Tojo Theater Bern, Theater Chur
- 2019: Humbug Club, Basel, Freundschaftsabend auf querer Bühne, mit Les Reines Prochaines, Evi, Nic & C und vielen aufregenden Gästen[14]
- 2020: Alte Tiere hochgestapelt,[15][16][17] Lucas Acton, Sibylle Aeberli, Michèle Fuchs, Sibylle Hauert, Chris Hunter, David Kerman, Chris Regn, Fränzi Madörin, Muda Mathis, Marcel Schwald, Dorothea Schürch, Sus Zwick, Oper[18], Theater Basel[19]
- 2022: Humbug Club, Basel, Freundschaftsabend, mit Les Reines Prochaines, Evi, Nic & C und Gästen[20]

## Konzertprogramme
- 1987: Engel haben nie weit, Oper und Konzertprogramm, damals Les Reines des Couteaux: Regina Florida Schmid, Teresa Alonso, Muda Mathis
- 1988/89: Zorniges Lamm, Multimediaperformance, Openair im Bassin der alten Stückfärberei, Basel und Konzertprogramm, Les Reines Prochaines: Teresa Alonso, Fränzi Madörin, Muda Mathis, Regina Florida Schmid, Pipilotti Rist
- 1989: Die Tempodrosslerin saust, mit: Teresa Alonso, Fränzi Madörin, Muda Mathis, Regina Florida Schmid, Pipilotti Rist, Technik: Roli Frei
- 1990/9: Seien sie Flugdame!, mit: Fränzi Madörin, Muda Mathis, Regina Florida Schmid, Gabi Streiff, Pipilotti Rist, Technik: Sus Zwick
- 1991/92: Komm mit mir auf’s Floss, mit:  Muda Mathis, Fränzi Madörin, Piplotti Rist, Gabi Streiff, Audiotechnik: Sus Zwick
- 1993/94: Lob Ehre Ruhm Dank, mit:  Muda Mathis, Fränzi Madörin, Piplotti Rist, Gabi Streiff, Audiotechnik: Sus Zwick
- 1994/95: Les Reines Prochaines wollen ihre Welt vergrössern, mit: Sibylle Hauert, Fränzi Madörin, Muda Mathis, Gaby Streiff, Technik: Sus Zwick
- 1995/96: Le coeur en beurre doublegras, mit: Sibylle Hauert, Fränzi Madörin, Muda Mathis, Gaby Streiff, Technik: Sus Zwick
- 1997: Sandale Haus Pfirsich Brot, Hörspiel-Performance auf Tour, von und mit Sibylle Hauert, Fränzi Madörin, Muda Mathis, Sus Zwick
- 1998/99: Les Reines Prochaines gehen in die Tiefe, mit: Michèle Fuchs, Fränzi Madörin, Muda Mathis, Sus Zwick, Technik: Barbara Naegelin
- 2000/01: Das schlaue Mammut tobt oder die sieben Stufen des Glücks, von und mit Michèle Fuchs, Fränzi Madörin, Muda Mathis, Sus Zwick zusammen mit Nathalie Persillier & Lily Bisily, anyaffair Sibylle Hauert und Daniel Reichmuth, Technik: Barbara Naegelin
- 2002/03: Es gibt immer was zu tun – Protest und Vasen, mit: Michèle Fuchs, Fränzi Madörin, Muda Mathis, Barbara Naegelin, Sus Zwick, Technik: Tina Z’Rotz
- 2004/05/06: Halluzination, mit: Michèle Fuchs, Fränzi Madörin, Muda Mathis, Barbara Naegelin, Sus Zwick, Audiotechnik und Ausstattung Tina Z‘Rotz
- 2006/07/08: Fest der Organe, mit: Michèle Fuchs, Fränzi Madörin, Muda Mathis, Barbara Naegelin, Sus Zwick
- 2009/10/11: Vol d’art – der Kunstraub, mit: Michèle Fuchs, Fränzi Madörin, Muda Mathis, Sus Zwick
- 2013/14/15: Blut – Syrup Of Life, mit Michèle Fuchs, Fränzi Madörin, Muda Mathis und Sus Zwick
- 2015/16/17: Fremde Torten im falschen Paradies, mit Michèle Fuchs, Fränzi Madörin, Muda Mathis und Sus Zwick[21]
- 2018/19/20/21/22: Schildkrötenritt, mit Fränzi Madörin, Muda Mathis, Sus Zwick[22]
- 2022/2023: Rubination, mit Fränzi Madörin, Muda Mathis, Sus Zwick[23]
- 2023: Late-Night zum «Ring»-Festival mit Marcel Schwald, Jonas Gillmann und Les Reines Prochaines, Theater Basel[24]

## Diskografie
- 1990: Jawohl, sie kann’s. Sie hat’s geschafft (LP/CD)
- 1993: Lob Ehre Ruhm (LP/CD)
- 1995: Le coeur en beurre double gras (CD)
- 1999: Alberta (CD)
- 2003: Protest und Vasen (CD)
- 2005: Starke Kränze (CD)
- 2013: Blut (CD)
- 2020: Zu unserer Verfassung (CD)
- 2021:  (CD)
- 2024: Scissor*hood, Album unrecord[25]

## Film
- Claudia Willke. Les Reines Prochaines – Alleine denken ist kriminell. Dokumentarfilm. Schweiz/Deutschland 2012, 77 Minuten.